# Saint-Inglevert
Saint-Inglevert (Nederlands: Santingeveld) is een gemeente in het Franse departement Pas-de-Calais (regio Hauts-de-France) en telt 539 inwoners (1999). De plaats maakt deel uit van het arrondissement Boulogne-sur-Mer.

## Geografie
De oppervlakte van Saint-Inglevert bedraagt 6,6 km², de bevolkingsdichtheid is 81,7 inwoners per km².
De onderstaande kaart toont de ligging van Saint-Inglevert met de belangrijkste infrastructuur en aangrenzende gemeenten.

## Demografie
Onderstaande figuur toont het verloop van het inwonertal (bron: INSEE-tellingen).